# ロタ (スペイン)
ロタ（Rota）は、スペイン・アンダルシア州カディス県のムニシピオ（基礎自治体）。

## 地理
チピオナ(en)、サンルーカル・デ・バラメーダおよびエル・プエルト・デ・サンタ・マリーアと接している。ポルトガルとジブラルタルとの間のほぼ中間に位置している。カディス県の県都カディスはカディス湾を挟んだ対岸に位置している。

## 歴史

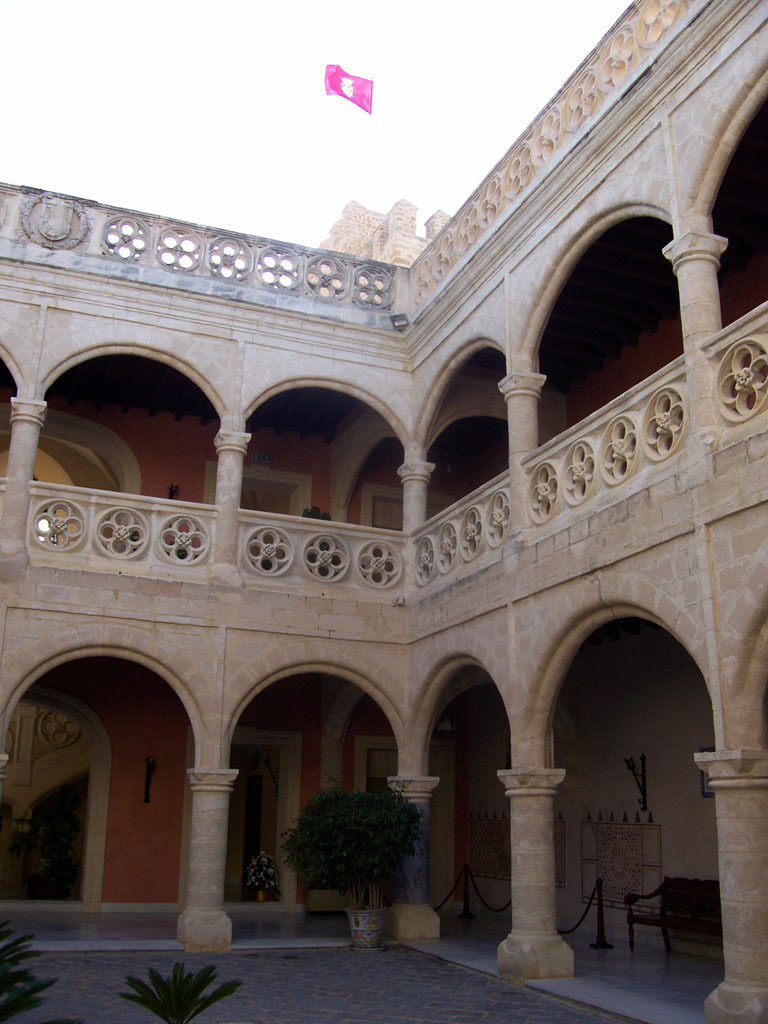
ルナ城の中庭

ロタ周辺には青銅器時代から定住地があったことがわかっている。現在のロタの町の基礎は、カディスができたのと同時期、フェニキア人によってつくられた。後にタルテッソス帝国の都市として知られるアスタロス（Astaroth）は、ロタのことを指しているとされる。ローマ時代には都市の名はスペクルム・ロタエ（Speculum Rotae）とされた。
ムーア人支配が始まると、都市はラビタ・ルッタ（Rabita Rutta、ロタの監視塔）というアラビア語名となった。1248年以降、徐々にムーア人はキリスト教国軍によって駆逐されていった。1295年よりルナ城の建設が始まったが、これはロタが地中海の入り口に面した沿岸の要衝であるためだった。
1297年、カスティーリャ王サンチョ4世は、タリファをムーア人攻撃から守りきったアロンソ・ペレス・グスマンに、その褒美としてロタの町を与えた。中世の間、ロタは対北アフリカ貿易のため栄えたが、16世紀には2度黒死病の大流行に襲われた。
カルロス2世死後に起きたスペイン継承戦争では、1702年にイングランド・オランダ連合艦隊の攻撃を受けた（カディスの戦い）。1780年、長くロタ領主であったアルコス公家が断絶したため、縁戚のオスナ公家が新領主となった（1823年に領主制が廃止された）。
現在のロタは、主としてヨーロッパからの観光客が集まるリゾート地である。観光期が終わると、漁業を中心とした商業都市となる。
1955年より、スペイン海軍とアメリカ海軍とが共同で使用するロタ海軍基地が設置されている。この海軍基地は常に、アメリカ艦隊が地中海へ入る直前の最初の寄港地となっている。

## 姉妹都市
- カンデラリア、スペイン
- ウテ、グアテマラ